# هرمان نویبرگر

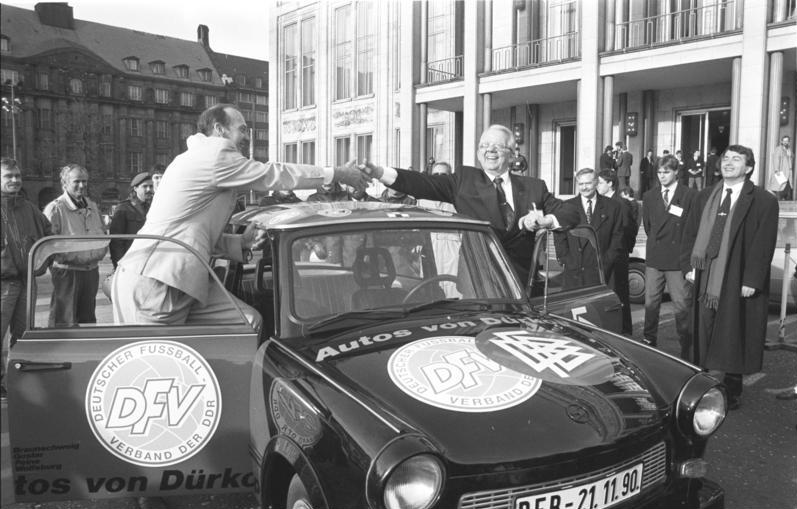
نوامبر ۱۹۹۰: هانس گئورگ مولدنهاور، رئیس فدراسیون فوتبال آلمان شرقی (NOFV) در یکی از زیر مجموعه‌های فدراسیون آلمان، در حال دریافت یک خودروی ترابانت از رئیس فدراسیون فوتبال آلمان غربی (DFB) است؛ به مناسبت پیوستن فدراسیون فوتبال آلمان شرقی به فدراسیون آلمان غربی، این خودرو با لوگوی هر دو فدراسیون آراسته شده‌است.

هرمان نویبرگر (به آلمانی: Hermann Neuberger) (زادهٔ ۱۲ دسامبر ۱۹۱۹ در فولکلینگن – درگذشتهٔ ۲۷ سپتامبر ۱۹۹۲ در همبورگ) است. وی هفتمین رئیس فدراسیون فوتبال آلمان (به آلمانی: Deutscher Fußball-Bund, DFB) بود که بین سالهای ۱۹۷۵ تا ۱۹۹۲ ریاست این سازمان را بر عهده داشت.

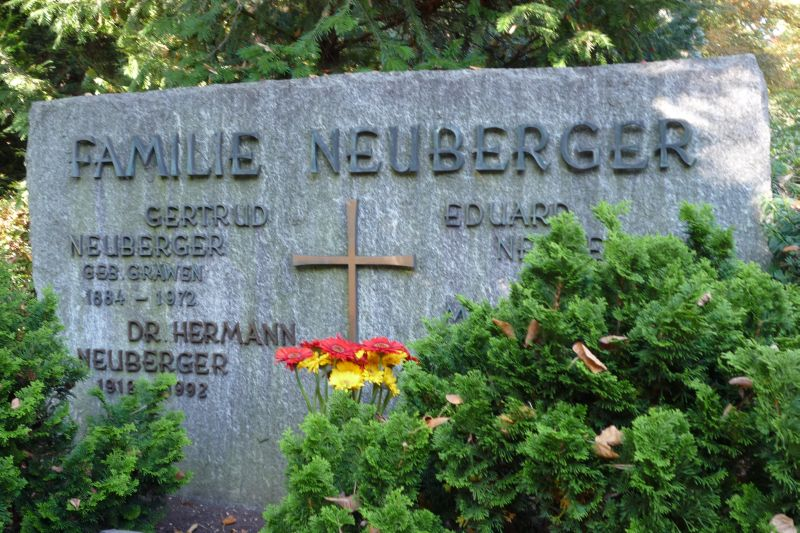
بنای یادبود او در جنگل بورباچر